# Oxyura vantetsi
Oxyura vantetsi je vyhynulý druh kachny, který se endemicky vyskytoval na Novém Zélandu. Druh formálně popsal novozélandský paleozoolog Trevor Worthy v roce 2005. Druhové jméno vantetsi je připomínkou ornitologa Gerarda Fredericka van Tetse (1929–1995), který v 80. letech 19. století správně rozeznal, že kosti nalezené v jezeře Poukawa náležely zástupci rodu Oxyura (kachnice). V tomto jezeru se našlo kolem 13 000 kostí vrubozobých, avšak pouze velmi malá část z nich náležela druhu Oxyura vantetsi, z čehož se vyvozuje, že druh nikdy nebyl velmi početný, což může být následkem velkých teritorií, které tyto kachnice vyžadovaly.
Jednalo se o jediného novozélandského zástupce rodu Oxyura. Druh je znám pouze z nepočetných subfosilních nálezů, takže o něm není známo takřka nic a údaje o biologii a ekologii se vyvozují z nejbližšího příbuzného, kterým je patrně kachnice australská (Oxyura australis), oproti které je Oxyura vantetsi asi o desetinu menší. Kachnice Oxyura vantetsi vážila kolem 800 g. Patrně se vyskytovala na obou hlavních ostrovech (Severní a Jižní), nicméně z Jižního ostrova pochází pouze jediný nález kosti, který je zároveň jedinou kostí z lidského sídliště. Jelikož o kachnici nejsou záznamy od evropských osadníků a badatelů, předpokládá se, že kachnice vyhynula někdy mezi příchodem Polynésanů (13. století) a Evropanů (18. století). Hlavní příčinou vyhynutí druhu byl patrně lov Maorů.